# 扁毛紫菀
扁毛紫菀（学名：Aster bulleyanus）是菊科紫菀属的植物，是中国的特有植物。分布在中国大陆的云南等地，生长于海拔3,000米至4,000米的地区，多生于高山、亚高山以及开旷坡地，目前尚未由人工引种栽培。